# Campionato balcanico maschile di pallacanestro 1964
Il 6º Campionato Balcanico Maschile di Pallacanestro, si è disputato a Bucarest, in Romania, tra il 16 e il 20 settembe 1964.

## Risultati
|    | Nazionale  | G | V | P | PF  | PS  | Diff. |
| -- | ---------- | - | - | - | --- | --- | ----- |
| 1. | Jugoslavia | 5 | 5 | 0 | 475 | 321 | +154  |
| 2. | Romania    | 5 | 4 | 1 | 404 | 355 | +49   |
| 3. | Grecia     | 5 | 3 | 2 | 358 | 383 | -15   |
| 4. | Bulgaria   | 5 | 2 | 3 | 347 | 367 | -20   |
| 5. | Turchia    | 5 | 1 | 4 | 327 | 376 | -49   |
| 6. | Romania B  | 5 | 1 | 5 | 287 | 396 | -109  |

## Classifica finale
| -  | Paese      | Formazione |
| -- | ---------- | ---------- |
|    | Jugoslavia |            |
|    | Romania    |            |
|    | Grecia     |            |
| 4. | Bulgaria   |            |
| 5. | Turchia    |            |
| 6. | Romania B  |            |